# Jean-Marcel Brouzes
Pour les articles homonymes, voir Brouzes.
Jean-Marcel Brouzes, né le 3 juin 1953 à Drancy, est un cycliste sur route ainsi qu'un cycliste sur piste français. Il a notamment participé aux Jeux olympiques en 1976 en poursuite par équipes. 
Il est le père du cycliste Niels Brouzes. 

## Biographie

### Carrière
Aux Jeux olympiques d'été de 1976, il termine 9e de la poursuite par équipes. Il était accompagné de Paul Bonno, Jean-Jacques Rebière et de Pierre Trentin.

### Affaire judiciaire
En juin 1999, il est impliqué dans le procès de Poitiers relatif à un trafic de produits dopants,.

## Palmarès

### Piste
- 1976
  - Champion d'Île-de-France de poursuite
  - 2e du championnat de France de poursuite amateurs
- 1977
  -  Champion de France de poursuite par équipes amateurs (avec Serge Beucherie, Pascal Herledan et Bruno Coquillaud)
- 1978
  - 3e du championnat de France de la course aux points amateurs
  - 3e du championnat de France de poursuite par équipes amateurs

### Route
- 1972
  - Paris-Montereau
- 1977
  - 1re étape du Tour d'Île-de-France
- 1987
  - 2e du Grand Prix de Luneray